# Matica (Zvečan)
Pour les articles homonymes, voir Matica.
Matica en serbe latin et Maticë en albanais (en serbe cyrillique : Матица) est une localité du Kosovo située dans la commune/municipalité de Zvečan/Zveçan, district de Mitrovicë/Kosovska Mitrovica. Selon des estimations de 2009 comptabilisées pour le recensement kosovar de 2011, elle compte 311 habitants, dont une majorité de Serbes.

## Démographie

### Évolution historique de la population dans la localité
| 1948 | 1953 | 1961 | 1971 | 1981 | 1991 | 2009 |
| ---- | ---- | ---- | ---- | ---- | ---- | ---- |
| 124  | 148  | 205  | 269  | 225  | 321  | 311  |

|  |